# كريستوف لابورت
كريستوف لابورت (بالفرنسية: Christophe Laporte)‏ ولد بتاريخ 11 ديسمبر 1992، هو دراج فرنسي في صنف سباق الدراجات على الطريق.

## التصنيف
| السنة     | 2013 | 2014 | 2015 | 2016 | 2017 | 2018 | 2019 | 2020 | 2021 | 2022 | 2023 | 2024 |
| --------- | ---- | ---- | ---- | ---- | ---- | ---- | ---- | ---- | ---- | ---- | ---- | ---- |
| عالمي     |      |      |      | 622  | 195  | 59   | 99   | 455  | 41   | 13   | 18   | 45   |
| أوروبا    | 667  | 368  | 65   | 563  | 129  | 24   | 81   | 373  | 35   | 11   | 17   | 34   |
|           |      |      |      |      |      |      |      |      |      |      |      |      |
| مصدر: UCI |      |      |      |      |      |      |      |      |      |      |      |      |

## سباقات أو مراحل فاز بها
| التاريخ        | السباق                                        | المركز                                          |
| -------------- | --------------------------------------------- | ----------------------------------------------- |
| 27 أبريل 2014  | لا رو تورانجيل 2014                           | السادس في التصنيف العام                         |
| 01 يناير 2015  | كأس فرنسا لركوب الدراجات على الطريق 2015      | الرابع في تصنيف أفضل شاب                        |
| 04 مارس 2015   | لو سامين 2015                                 |                                                 |
| 16 سبتمبر 2015 | جي بي دي والوني 2015                          |                                                 |
| 04 أكتوبر 2015 | طواف فونديه 2015                              | الفائز في التصنيف العام                         |
| 22 يونيو 2016  | هالي إنجويجم 2016                             | المرتبة 25 في التصنيف العام                     |
| 06 أكتوبر 2016 | باريس بورج 2016                               | السادس في التصنيف العام                         |
| 05 فبراير 2017 | نجم بسجس 2017                                 | الرابع في تصنيف النقاط، السابع في التصنيف العام |
| 16 سبتمبر 2017 | دانمارك روندت 2017                            | الخامس في تصنيف النقاط، الثامن في التصنيف العام |
| 01 أكتوبر 2017 | طواف فونديه 2017                              | الفائز في التصنيف العام                         |
| 01 يناير 2018  | كأس فرنسا لركوب الدراجات على الطريق 2018      | الثالث في تصنيف النقاط                          |
| 11 فبراير 2018 | طواف بروفانس 2018                             | الأول في تصنيف النقاط                           |
| 15 أبريل 2018  | ترو-برو ليون 2018                             | الفائز في التصنيف العام                         |
| 10 فبراير 2019 | نجم بسجس 2019                                 | الفائز في التصنيف العام                         |
| 30 أغسطس 2019  | تور دو بويتو-شارنتيس 2019                     | الفائز في التصنيف العام                         |
| 15 سبتمبر 2019 | 2019 Duo Normand                              |                                                 |
| 22 سبتمبر 2019 | جراند بريكس دي إسبيرجوس 2019                  |                                                 |
| 07 فبراير 2021 | نجم بسجس 2021                                 | الأول في تصنيف النقاط                           |
| 13 مايو 2021   | سيركيت دي والونيا 2021                        | الفائز في التصنيف العام                         |
| 15 سبتمبر 2021 | جي بي دي والوني 2021                          | الفائز في التصنيف العام                         |
| 20 أغسطس 2022  | طواف الدنمارك 2022                            | الفائز في التصنيف العام                         |
| 04 أكتوبر 2022 | بينشي-شيمي-بينشي 2022                         | الفائز في التصنيف العام                         |
| 26 مارس 2023   | غنت-وفلجم 2023                                | الفائز في التصنيف العام                         |
| 29 مارس 2023   | دفارز دور فلاندرز 2023                        | الفائز في التصنيف العام                         |
| 11 يونيو 2023  | سباق دوفين للدراجات 2023                      | الأول في تصنيف النقاط                           |
| 24 سبتمبر 2023 | سباق الطريق لنخبة الرجال في بطولة أوروبا 2023 | الفائز في التصنيف العام                         |
| 06 أكتوبر 2024 | باريس تورز 2024                               | الفائز في التصنيف العام                         |

## روابط خارجية
- كريستوف لابورت على موقع الاتحاد الدولي للدراجات (الإنجليزية)
- كريستوف لابورت على موقع أرشيف الدراجات (الإنجليزية)
- كريستوف لابورت على موقع إحصائيات الدراجات الإحترافية (الإنجليزية)
- كريستوف لابورت على موقع نسبة الدراجات (الإنجليزية)